# La Haye-du-Theil
La Haye-du-Theil és un municipi francès situat al departament de l'Eure i a la regió de Normandia. L'any 2007 tenia 259 habitants.

## Demografia

### Població
El 2007 la població de fet de La Haye-du-Theil era de 259 persones. Hi havia 96 famílies, de les quals 16 eren unipersonals (12 homes vivint sols i 4 dones vivint soles), 36 parelles sense fills, 36 parelles amb fills i 8 famílies monoparentals amb fills.
La població ha evolucionat segons el següent gràfic:
Habitants censats

### Habitatges
El 2007 hi havia 108 habitatges, 99 eren l'habitatge principal de la família, 5 eren segones residències i 4 estaven desocupats. 106 eren cases i 2 eren apartaments. Dels 99 habitatges principals, 94 estaven ocupats pels seus propietaris i 5 estaven llogats i ocupats pels llogaters; 1 tenia una cambra, 12 en tenien tres, 27 en tenien quatre i 59 en tenien cinc o més. 73 habitatges disposaven pel capbaix d'una plaça de pàrquing. A 50 habitatges hi havia un automòbil i a 44 n'hi havia dos o més.

### Piràmide de població
La piràmide de població per edats i sexe el 2009 era:
| Homes | Edats   | Dones |
| ----- | ------- | ----- |
| 0     | 95 o +  | 0     |
| 0     | 90 a 94 | 0     |
| 0     | 85 a 89 | 0     |
| 0     | 80 a 84 | 4     |
| 0     | 75 a 79 | 0     |
| 8     | 70 a 74 | 4     |
| 4     | 65 a 69 | 8     |
| 12    | 60 a 64 | 8     |
| 4     | 55 a 59 | 8     |
| 16    | 50 a 54 | 4     |
| 4     | 45 a 49 | 16    |
| 20    | 40 a 44 | 4     |
| 4     | 35 a 39 | 8     |
| 4     | 30 a 34 | 4     |
| 4     | 25 a 29 | 4     |
| 4     | 20 a 24 | 4     |
| 0     | 15 a 19 | 20    |
| 8     | 10 a 14 | 12    |
| 12    | 5 a 9   | 0     |
| 8     | 0 a 4   | 4     |

## Economia
El 2007 la població en edat de treballar era de 167 persones, 120 eren actives i 47 eren inactives. De les 120 persones actives 116 estaven ocupades (57 homes i 59 dones) i 4 estaven aturades (1 home i 3 dones). De les 47 persones inactives 13 estaven jubilades, 24 estaven estudiant i 10 estaven classificades com a «altres inactius».

### Ingressos
El 2009 a La Haye-du-Theil hi havia 98 unitats fiscals que integraven 252,5 persones, la mediana anual d'ingressos fiscals per persona era de 19.833 €.

### Activitats econòmiques
Dels 10 establiments que hi havia el 2007, 1 era d'una empresa de fabricació d'altres productes industrials, 2 d'empreses de construcció, 2 d'empreses de comerç i reparació d'automòbils, 1 d'una empresa d'hostatgeria i restauració, 3 d'empreses de serveis i 1 d'una empresa classificada com a «altres activitats de serveis».
Dels 3 establiments de servei als particulars que hi havia el 2009, 1 era una lampisteria, 1 electricista i 1 restaurant.
L'any 2000 a La Haye-du-Theil hi havia 7 explotacions agrícoles.

## Equipaments sanitaris i escolars
El 2009 hi havia una escola elemental integrada dins d'un grup escolar amb les comunes properes formant una escola dispersa.

## Poblacions més properes
El següent diagrama mostra les poblacions més properes.